# Ernesto Oglivie
Ernesto Oglivie (Panama, 30 giugno 1989) è un cestista panamense.

## Carriera
Con Panama ha disputato tre edizioni dei Campionati americani (2009, 2015, 2017).

## Palmarès
- Campionato uruguaiano: 1

Hebraica Macabi: 2022-23